# Duitstalige Gemeenschapsverkiezingen 2014/Kandidatenlijst/Vivant
Dit is de kandidatenlijst van Vivant voor de Duitstalige Gemeenschapsraadverkiezingen van 2014. De verkozenen staan vetgedrukt.

## Effectieven
1. Michael Balter
2. Linda Nix
3. Alain Mertes
4. Tony Brusselmans
5. Andreas Meyer
6. Reinhold Ritter
7. Christel Meyer
8. Pascal Robert
9. Evelyne Lemaire
10. Jean-Pierre Nelles
11. Michaela Peters
12. Christoph Nix
13. Heinrich Christen
14. Samantha-Jones Crott
15. Stefan Hoffmann
16. Christophe Heuschen
17. Daniela Nix
18. Stephany Jocken
19. Tamara Robert
20. Patrick Grosvarlet
21. Myriam Deraideux
22. Johanna Müller
23. Ursula Wiesemes
24. Josef Meyer